# ネイサン・デルフォンゾ
ネイサン・アバヨミ・デルフォンゾ（Nathan Abayomi Delfouneso, 1991年2月2日 - ）は、イングランド・バーミンガム市タイスリー出身のサッカー選手。ボルトン・ワンダラーズFC所属。ポジションはフォワード。日本語圏内においてはネイサン・デルフォーネソの表記も用いられる。

## 経歴
アストン・ヴィラFCのアカデミー出身の選手である。2008年にトップチームに昇格し、ヨン・カリューら実績のある選手が多い中数少ないチャンスに存在感を発揮している。2010年4月18日、途中出場したポーツマスFC戦で、プロ初ゴールを決めた。
ブラックプールFC退団後の2015年8月6日、チャンピオンシップのブラックバーン・ローヴァーズFCに1年契約で加入した。2015-16シーズン後半はベリーFCへレンタルされた。
2016年8月18日にスウィンドン・タウンFCと1年契約を結んだが、翌年1月27日にブラックプールFCへ復帰した。
2020年8月、ボルトン・ワンダラーズFCへ移籍。
U-21イングランド代表としても活躍している。

## タイトル

### クラブ
アストン・ヴィラ
- プレミアアカデミーリーグ : 2007-08
- プレミアリザーブリーグ : 2007-08, 2008-09, 2009-10

### 代表
イングランド U-16
- ヴィクトリー・シールド（英語版） : 2006

### 個人
- ヴィクトリー・シールド得点王 : 2006
- アストン・ヴィラ年間最優秀若手選手 : 2008-09, 2009-10
- アストン・ヴィラ・サポーター選出年間最優秀若手選手 : 2008-09, 2009-10
- UEFA U-19欧州選手権ゴールデン・ブーツ : 2009